# Federico Jeanmaire
Federico Jeanmaire (Baradero, 30 de julio de 1957) es un escritor argentino.

## Biografía
Es licenciado en Letras y ha sido profesor en la Universidad de Buenos Aires, en la cátedra de Beatriz Sarlo. Investigador del Siglo de Oro, fue becado en 1990 por el Ministerio de Relaciones Exteriores de España para trabajar en la Sala de Manuscritos de la Biblioteca Nacional, en Madrid. 
Ese mismo año su libro Miguel, una biografía ficticia de Cervantes, resultó finalista del Premio Herralde de Novela y publicado por la editorial Anagrama. Con su novela Mitre, obtuvo el Premio Especial Ricardo Rojas a la mejor novela argentina escrita entre 1997 y 1999, galardón otorgado por el Gobierno de la Ciudad de Buenos Aires. Asimismo, después de 20 años de estudio, publicó Una lectura del Quijote (Seix-Barral, 2004), un ensayo que lo confirmó como uno de los mejores especialistas y lectores de Cervantes. 

## Obras
- Un profundo vacío en el pie izquierdo, autoedición, 1984
- Desatando casi los nudos (1986, halmargen editora, Capital Federal, Argentina)
- Miguel (1990, Anagrama, Barcelona, España)
- Prólogo anotado, Sudamericana, 1993
- Montevideo (1997, Norma, Santa Fé de Bogotá)
- Mitre, Norma, 1998 (Seix Barral, 2006)
- Los zumitas (1999, Editorial Norma, Buenos Aires, Argentina)
- Una virgen peronista (2001, Editorial Norma, Buenos Aires, Argentina)
- Papá, Sudamericana, 2003 (Seix Barral, 2007)
- Países Bajos (2004, Editorial Planeta/Seix Barral, Buenos Aires, Argentina)
- Una lectura del Quijote, Seix Barral, 2004
- El ingenioso hidalgo don Quijote de la Mancha, edición para niños, adaptación junto con Ángeles Durini; Emecé, 2004
- Cómo se empieza a escribir una narración, VV.AA., Libros del Rojas, 2006
- La patria (2006, Editorial Planeta/Seix Barral, Buenos Aires, Argentina)
- Vida interior (2008, Emecé Editores, Buenos Aires, Argentina)
- Más liviano que el aire (2009, AGEA, Aguilar UTE, Afaguara/Clarín, Bueno Aires, Argentina)
- Los zumitas/El silencio del río,  Ediciones Outsider, 2010 (libro doble con Juan Martín Guastavino)
- Fernández Mata a Fernández, Alfaguara/Clarín, 2011
- Las madres no les decimos esas cosas a las hijas, Seix Barral, 2012
- La guerra civil (2014, Editorial Planeta/Seix Barral, Buenos Aires, Argentina)
- Tacos altos (2016, Anagrama, Barcelona)
- Amores enanos, Anagrama, 2016
- La creación de Eva, Tusquets, 2018
- Wërra (2020, Anagrama, Barcelona)
- Darwin o el origen de la vejez (2022, Alianza Editorial, Madrid)
- La banda de los polacos, Anagrama, 2023
- Lo que resta de la vida (2024, Híbrida Editora, Buenos Aires)

## Premios y reconocimientos
- Finalista del Premio Herralde 2016 con Amores enanos
- Premio Especial Ricardo Rojas 1997-1999 por Mitre
- Premio Emecé 2009 por Vida interior[1]
- Premio Clarín 2009 por Más liviano que el aire[2]
- Premio Unicaja 2021 por Darwin o el origen de la vejez[3]
- Premio Konex 2024 Letras - Novelaː Período 2014-2017. Diploma al mérito.[4]